# Epsilometertest

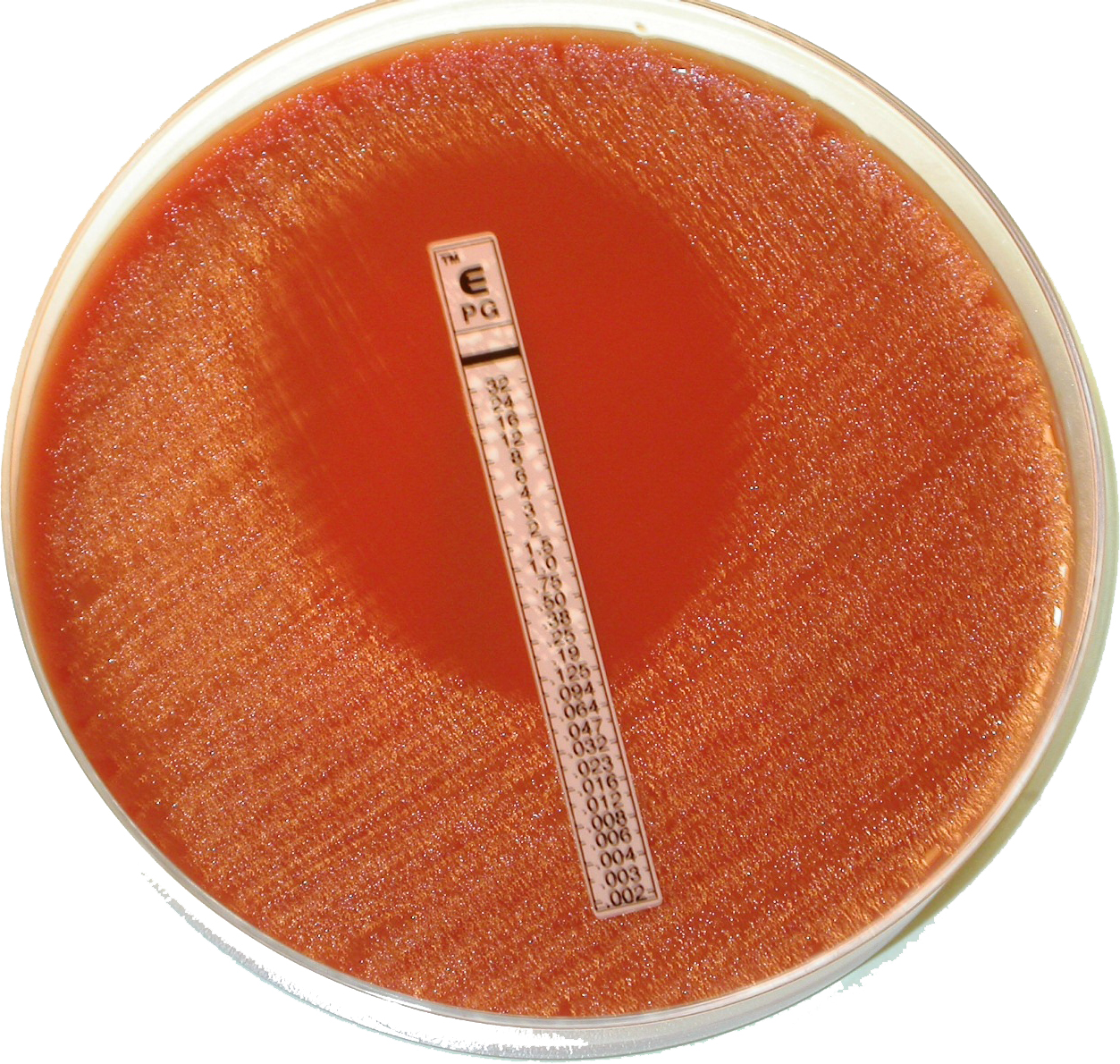
E-Test

Der Epsilometertest (auch E-Test) ist eine Methode in der Mikrobiologie, um auf einfachem Wege die minimale Hemmkonzentration (MHK) eines Antibiotikums für ein zu untersuchendes Bakterium zu bestimmen.
Der Test besteht aus einem Kunststoffstreifen, welcher auf einer Seite mit einem Antibiotikum versehen ist. Die Konzentration dieses Antibiotikums steigt vom unteren zum oberen Ende des Streifens hin exponentiell in Stufen an, was auf dem Streifen mit Graduierungen gekennzeichnet ist. Der Streifen wird auf eine Bakterienkultur gelegt, die als Bakterienrasen ausgestrichen ist. Diese wird dann meist bei 37 °C für 24 Stunden inkubiert. Dabei diffundiert das Antibiotikum in den Agar und hemmt in einer bestimmten Zone das Bakterienwachstum. Anhand dieser Hemmzone und der Graduierungen lässt sich ablesen, welche minimale Hemmkonzentration benötigt ist, um eine effektive Hemmung durchzuführen, was über die Medikamentenmenge für den Patienten entscheidet.
Der Test liefert im Vergleich zum einfachen Antibiogramm genauere Aussagen über das Resistenzverhalten eines Bakteriums.
Den E-Test gibt es auch in Ausführungen mit Antimykotika, um das Resistenzverhalten von Pilzen zu untersuchen. Die Funktionsweise ist dieselbe.